# Geerardus Dijkhuizen
Geerardus Dijkhuizen (Slochteren, 16 maart 1829 - aldaar, 17 april 1859) was een Nederlandse burgemeester.

## Leven en werk
Dijkhuizen werd in 1829 in Slochteren geboren als zoon van de burgemeester Aries Nanning Dijkhuizen en van Aaltje Geerts Maathuis. In 1856 werd hij benoemd tot burgemeester van Slochteren als opvolger van zijn oom Hendrik Geerts Maathuis. Dijkhuizen was ongehuwd, hij overleed in april 1859 op 30-jarige leeftijd in zijn woonplaats Slochteren. Hij werd als burgemeester opgevolgd door Nanning Theodoricus Wildeman.